# Eudistoma albatrossae
Eudistoma albatrossae is een zakpijpensoort uit de familie van de Polycitoridae. De wetenschappelijke naam van de soort is voor het eerst geldig gepubliceerd in 1967 door Tokioka.